# Gaius Octavius

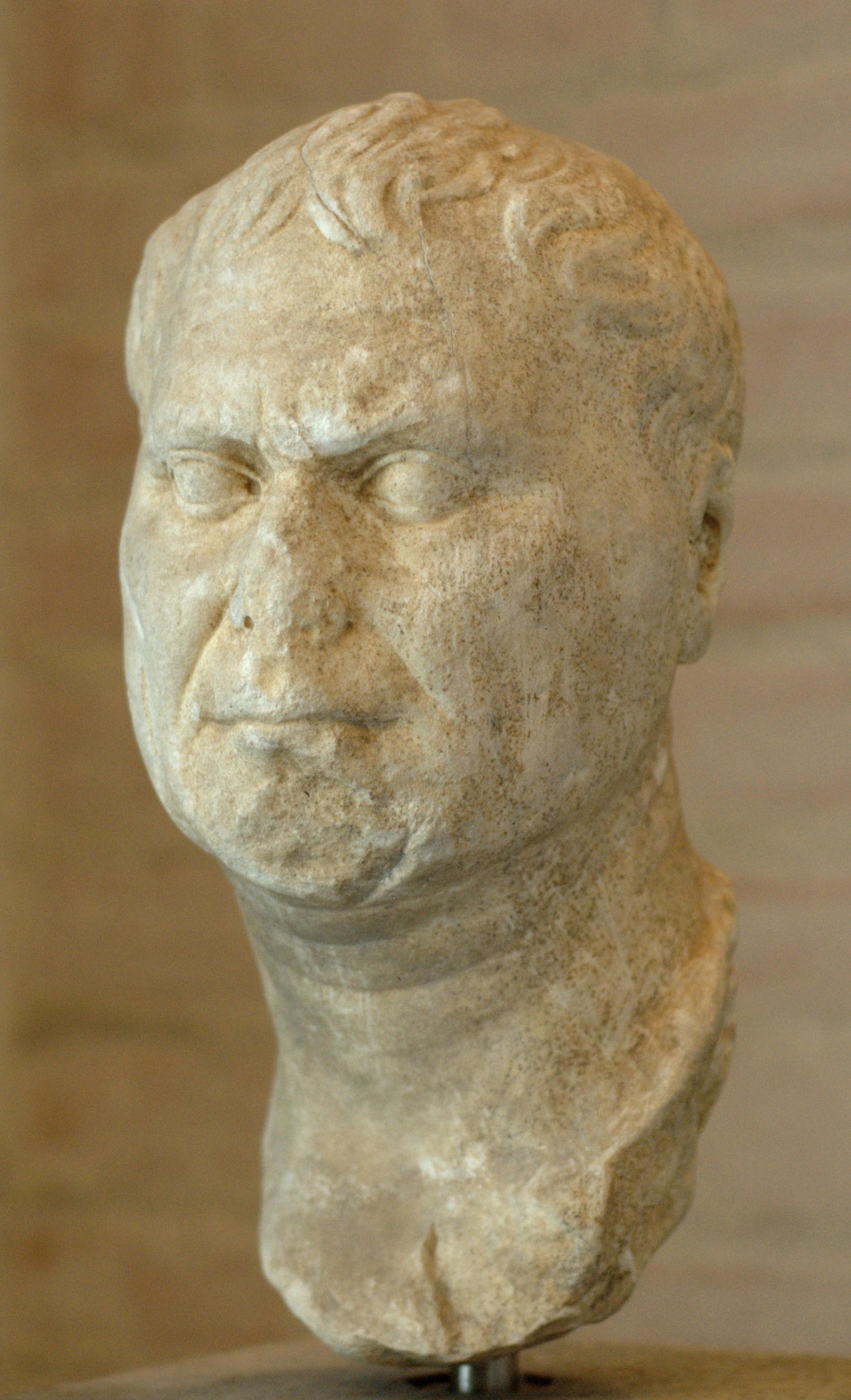
Kopf einer Statue, vielleicht Gaius Octavius, um 60 v. Chr., Münchner Glyptothek

Gaius Octavius (* wohl 101 v. Chr. oder etwas früher; † 59 oder 58 v. Chr. in Nola) war ein römischer Politiker und der Vater des Kaisers Augustus.

## Leben
Octavius stammte aus einer in Velitrae ansässigen Ritterfamilie, der gens Octavia. Er bekleidete ungewöhnlicherweise zweimal ein Militärtribunat. Mit der Quästur etwa im Jahr 70 v. Chr. begann Octavius als erster seiner Familie nach langer Zeit (ein entfernter Vorfahr, Gnaeus Octavius Rufus, war im 3. Jahrhundert v. Chr. bereits Quästor gewesen) eine senatorische Ämterlaufbahn (cursus honorum), bei der er nach dem Amt eines aedilis plebis (wohl spätestens 64 v. Chr., zusammen mit Gaius Toranius) und der Funktion eines Richters (wohl im folgenden Jahr 63 v. Chr.) die Prätur erreichte, die er 61 v. Chr. bekleidete, nachdem er mit der höchsten Stimmenzahl aller Kandidaten gewählt worden war.
In den beiden Jahren danach war Octavius Statthalter von Makedonien. Auf dem Weg in die Provinz schlug er bei Thurii in Unteritalien einen kleinen Aufstand von Überlebenden der Rebellionen des Spartacus und Catilinas nieder. Seinem Sohn gab er daraufhin den Siegesbeinamen Thurinus. In Makedonien führte Octavius erfolgreich Krieg gegen die thrakischen Besser und wurde von seinem Heer zum imperator ausgerufen. Nach seiner Rückkehr wollte sich Octavius um das Konsulat bewerben, doch verstarb er noch auf dem Rückweg 59 oder 58 v. Chr. in Nola in demselben Raum wie später sein Sohn.
Der in den Quellen als fähig und ehrgeizig geschilderte Octavius war in erster Ehe mit Ancharia verheiratet, mit der er die Tochter Octavia Maior hatte. Aus seiner zweiten Ehe (spätestens ab 65 v. Chr.) mit Atia, einer Nichte Gaius Iulius Caesars, stammten die jüngere Tochter Octavia Minor und der 63 v. Chr. geborene Sohn Gaius Octavius, der spätere Augustus.